# Midstream

Rappresentazione schematica delle fasi del ciclo produttivo del petrolio, del gas naturale e dei prodotti derivati dal petrolio.

Nell'ambito petrolifero, per midstream si intende l'insieme dei processi operativi che comprende le procedure relative al trasporto del petrolio dal sito di estrazione al sito di raffinazione e lo stoccaggio del petrolio.

## Trasporto
Successivamente all'estrazione, il petrolio viene trasportato per mezzo di oleodotti o petroliere fino al sito in cui verrà svolta la raffinazione. Ciascuna petroliera può trasportare una quantità di petrolio che varia in genere da 100.000 a 3 milioni di barili. Nel caso di trasporto via terra, si può pompare il petrolio attraverso gli oleodotti oppure è possibile utilizzare dei vagoni ferroviari progettati appositamente per tale uso.